# 雷克托利路站
雷克托利路站（英語：Rectory Road railway station）是倫敦的一個車站，位於倫敦北部哈克尼倫敦自治市的斯托克紐因頓。雷克托利路站現在是倫敦地上鐵的車站。2015年5月31日，大盎格利亞將這座車站的業務移交給倫敦地上鐵。